# Svanesøen
Svanesøen (russisk: Лебединое Озеро, Lebedinoje ozero fransk: Le Lac des cygnes) er en ballet i fire akter med musik af Pjotr Tjajkovskij og koreografi af Vatslav Rejzinger. Den bygger på en libretto af Vladimir Begitjev, som igen er baseret på en gammel europæisk legende om prinsesse Odette, der forvandles til en hvid svane af en ond troldmand.
Rollen Odette/Odile er en af de mest udfordrende roller for en ballerina.

## Historie
Svanesøen havde urpremiere på Bolsjojteatret i Moskva den 4. marts 1877 men blev ikke så populær. Efter Pjotr Tjajkovskijs død omarbejdedes balletten af Riccardo Drigo. Den nye version med koreografi af Marius Petipa og Lev Ivanov havde premiere på Mariinskij-teatret i Sankt Petersborg den 29. januar 1895, og den fik stor succes i modsætning til originaludgaven.
I Danmark opførtes Harald Landers enaktsversion i 1938 på Det Kongelige Teater. I 1964 havde Svanesøen premiere med den fulde udgave. I 2015 opførtes en dansk udgave af Svanesøen af Nikolaj Hübbe og Silja Schandorff med scenografi af Mia Stensgaard og Mikki Kunttu. Den genopsattes på Operaen i 2016.

## Handling
Svanesøen kredser om kampen mellem kærlighed og ondskab. Denne kamp er skildret i dobbeltrollen Odette/Odile – den hvide og den sorte svane.

### Kort
Handlingen i Svanesøen kredser om prins Siegfried, der forelsker sig i en smuk svane. Hvad prinsen ikke ved er, at svanen er Odette, en fortryllet prinsesse. Synderen er Rothbart, som havde kidnappet og fortryllet Odette. I originalversionen slutter balletten med, at Siegfried besejrer Rothbart ved at knække en af hans vinger. Rothbart dør, fortryllelsen er brudt, og Odette bliver menneske og forenes med Siegfried.
Det er en misforståelse, at Svanesøen oprindelig havde en tragisk slutning. 1877-versionen ender lykkeligt, mens Mariinskijteater-udgaven fra 1895 ender tragisk.

### Libretto
Odette må, efter at være forbandet af en ond troldmand, von Rothbart, leve som svane om dagen, men om natten bliver hun menneske. Prins Siegfried ser Odette om natten forelsker sig i hende og inviterer hende til slotsbal næste aften. Men troldmanden finder ud af det og tager sin datter Odile med til ballet. Odile ligner Odette, men klæder sig i sort, mens Odette er i hvidt. Siegfried tror imidlertid, at Odile er Odette, og han sværger hende evig kærlighed for at bryde forbandelsen. Da Odette viser sig, indser prinsen, hvor forkert han har handlet.
Der er flere versioner af slutningen. På Mariinsky Balletten i 2006 er det den sande kærlighed mellem Siegfried og Odette, der besejrer von Rothbart. Troldmanden dør efter at prinsen har ødelagt hans ene vinge. Odette bliver menneske igen, og de lever lykkeligt sammen for evigt. Denne version er ofte brugt af russiske og kinesiske balletkompagnier.
På American Ballet Theatre i 2006 får Siegfrieds skæbnesvangre løfte til Odile fatale konsekvenser for Odette, som til evig tid skal være en svane. I et desperat øjeblik, hvor hun erkender, at hun kun har kort tid tilbage som menneske, begår hun selvmord ved at kaste sig i søen. Siegfried følger hende, og det knuser troldmandens forbandelse. I slutscenen stiger Odette og Siegfried til himmels.
I en version af New York City Ballet i 2006 (med koreografi af Peter Martins efter Lev Ivanov, Marius Petipa og George Balanchine) medfører prinsens fatale løfte, at Odette er svane for evigt. Odette overlades til sin skæbne, og da tæppet falder, er Siegfried alene i sorg.